# Fiddlin’ Sam Long
„Fiddlin‘“ Sam Long (* 22. Oktober 1876 in Scranton, Kansas, als Samuel William Long; † 6. Mai 1931 in Kansas) war ein US-amerikanischer Old-Time-Musiker.

## Leben

### Leben vor der Karriere
Long wurde 1876 in Kansas geboren. Sein Vater William B. Long, dessen Vorfahren aus Pennsylvania stammten, war selbst Fiddler, verbot seinem Sohn jedoch, mit der Fiddle zu spielen. Mit der Hilfe der Mutter übte Long trotzdem heimlich und beherrschte das Instrument bald. Die Familie zog nach Burns, Kansas, nahe Wichita, als Long neun Jahre alt war und in den 1890er-Jahren lebte Long als junger Mann in Kalifornien, wo er bereits bei verschiedenen Gelegenheiten als Fiddler auftrat.
Danach lebte er im Jasper County, Missouri, wo er in den Minen arbeitete. Aufgrund der gesundheitsschädlichen Arbeit in den Minen bekam er schnell Lungenprobleme und arbeitete für kurze Zeit als Farmer, kehrte kurz danach aber wieder zurück in die Minen. 1904 heiratete Long Bertha Eudora Rickman, mit der er acht Jahre im Jasper County lebte und vier Kinder hatte. 1912, nachdem sein Versuch als Farmer fehlgeschlagen war, zog Long mit seiner Familie nach Commerce, Oklahoma, wo er sein Geld wieder als Minenarbeiter verdiente.

### Karriere
Long reparierte nebenbei auch Instrumente und trat selbst auf Square Dances auf. Bei diesen Tänzen wurde er entweder von einem Pianisten oder einem Gitarristen begleitet und zeigte auch sein Talent als Tänzer. 1926 nahm Long an einem großangelegten Fiddle Contest in Joplin, Missouri, teil, für den vorher im Vorfeld umfassend Werbung gemacht wurde und an dem letztendlich 88 Fiddler teilnahmen. Long gewann den Wettbewerb und erhielt als ersten Preis die Möglichkeit, nach New Castle, Pennsylvania, zu reisen, um Aufnahmen für Gennett Records zu machen.
In New Castle hielt Long im Januar oder Februar 1926 seine erste Aufnahme-Session ab, die zwei Singles produzierte. Long war damit der erste Old-Time-Musiker aus den Ozarks, der auf Schallplatte verewigt wurde. Zudem diente seine Version des Stückes Seneca Square Dance vielen anderen nachkommenden Fiddlern als Vorbild, um das Lied direkt oder indirekt von seiner Platte zu lernen. Die Aufzeichnungen der Gennett Record Company geben als Aufnahmeort jedoch Richmond, Indiana, an, wo das Gennett Studio sowie der Sitz des Unternehmens war. Long wurde im Studio von einem Gitarristen namens Ray Kastner begleitet, der in den Unterlagen als „Roy Kastner“ auftaucht.
Longs Platten wurden unter dem Namen „Fiddlin‘ Sam Long of the Ozarks“ veröffentlicht und fanden Anklang in weiten Teilen des Landes. Vor allem in seiner Heimat aber auch im ganzen Mittleren Westen verkauften sich seine Aufnahmen sehr gut. Trotzdem wurde keine zweite Session für Gennett organisiert, sodass die insgesamt sechs eingespielten Stücke Longs einzigen Aufnahmen blieben. 1928 gewann er ein weiteres Mal den Joplin Fiddle Contest und setzte sich gegen 76 andere Musiker durch. Aufgrund seiner Lungenprobleme musste er seine Arbeit in den Minen aufgeben und war gezwungen, Reisen in mildere Gegenden wie Texas oder Arizona zu unternehmen. Er ließ sich später bei einem Onkel in Kansas nieder, wo er 1931 im Alter von 54 Jahren starb.

## Diskografie
Titel wurden auch unter den Pseudonymen „Uncle Jim Hawkins“ und „Fiddlin‘ Dave Neal“ bei Champion Records,  Challenge Records und Buddy Records veröffentlicht.
| Jahr                    | Titel                                                         | #       |
| ----------------------- | ------------------------------------------------------------- | ------- |
| Gennett Records         |                                                               |         |
| 1926                    | Listen to the Mockingbird / Sandy Land                        | 3255    |
| 1926                    | Seneca Square Dance / Echoes of the Ozarks                    | 3284    |
| Unveröffentlichte Titel |                                                               |         |
| 1926                    | - The Rights of Man - Stoney Point and Mule Skinner’s Delight | Gennett |